# Annette Bening
Annette Carol Bening (Topeka, Kansas, 29. svibnja 1958.), američka glumica nagrađena nagradama Zlatni globus, BAFTA i nagradom Ceha filmskih glumaca.

## Životopis
Annette se rodila u gradu Topeka, država Kansas. Vrlo rano obitelj se preselila u grad Wichitu, također Kansas. Majka joj je bila domaćica, a otac je prodavao osiguranja. Kasnije se obitelj zbog očeva posla ponovno preselila u San Diego, Kalifornija, gdje je maturirala i bila aktivna u kazališnoj družini.
Nakon mature provela je godinu dana kao kuharica na čarter-brodu i radeći još neke poslove. Studirala je na dva sveučilišta i diplomirala. Osim ljepote, krasi je i veliki glumački talent. Glumi od 1988. godine, a do sada je ostvarila 20-ak uloga. Prvi film bio joj je "Velika prostranstva" (partneri Dan Aykroyd i John Candy). Među njenim ostalim glumačkim partnerima su Denzel Washington, Bruce Willis, Kevin Spacey, Peter Gallagher, Colin Firth i Warren Beatty.
Udavala se dva puta. Prvi brak trajao joj je dvije godine. Bila je razmatrana za ulogu Žene-mačke u serijalu o Batmanu, ali je zatrudnjela, pa je uloga pripala Michelle Pfeiffer. Sa sadašnjim suprugom Warrenom Beattyem ima četvero djece. Ima sestru i dva brata.

## Vanjske poveznice
- Annette Bening u internetskoj bazi filmova IMDb-u (engl.)